# 大沢野テレビ中継局
大沢野テレビ中継局（おおさわのテレビちゅうけいきょく）は、かつて富山県富山市に所在していた地上アナログテレビ中継局である。

## 概要
- 1974年11月16日、北陸電波監理局が婦負郡細入村（現・富山市）笹津梨木平割にて工事を進めてきた中継局を免許した（当初はNHKの総合と教育のみ）[1]。
- 笹津地区、牛ヶ増地区、春日地区など約360世帯を対象としていた[1]。
- 2011年7月24日をもって廃止された。

## 中継局概要
| 放送局名               | チャンネル | 放送対象 地域 | 放送区域 内世帯数                  | 開局年月       |
| ---------------------- | ---------- | ------------- | ---------------------------------- | -------------- |
| TUT チューリップテレビ | 41ch       | 富山県        | 富山市笹津、牛ヶ増、春日 約360世帯 | 1999年4月16日  |
| BBT 富山テレビ         | 43ch       | 富山県        | 富山市笹津、牛ヶ増、春日 約360世帯 | 1980年11月4日  |
| KNB 北日本放送         | 45ch       | 富山県        | 富山市笹津、牛ヶ増、春日 約360世帯 |                |
| NHK 富山総合テレビ     | 59ch       | 全国          | 富山市笹津、牛ヶ増、春日 約360世帯 | 1974年11月16日 |
| NHK 富山教育テレビ     | 61ch       | 富山県        | 富山市笹津、牛ヶ増、春日 約360世帯 | 1974年11月16日 |